# 日枝あおい
日枝あおい（ひえあおい）は、滋賀県湖南市にある地名。丁目の設定がない単独町名である。

## 地理
- 湖南市の南西部に位置し、周囲は岩根に囲まれているが、西に日枝山手台と接している。

## 歴史
- 2022年（令和4年）3月22日 - 日枝土地区画整理事業の換地処分に伴い、岩根字ワンワン山の一部を分離し、日枝あおいを新設[3]。

## 学区
市立小・中学校に通う場合、学区は以下の通りとなる（2022年4月時点）。
| 番・番地等 | 小学校             | 中学校             |
| ---------- | ------------------ | ------------------ |
| 全域       | 湖南市立水戸小学校 | 湖南市立日枝中学校 |

## 施設
- 認定こども園水戸幼稚園[5]

## その他

### 日本郵便
- 郵便番号 : 520-3256[1]（集配局 : 甲西郵便局[6]）。